# St. Peter und Paul (Dollnstein)

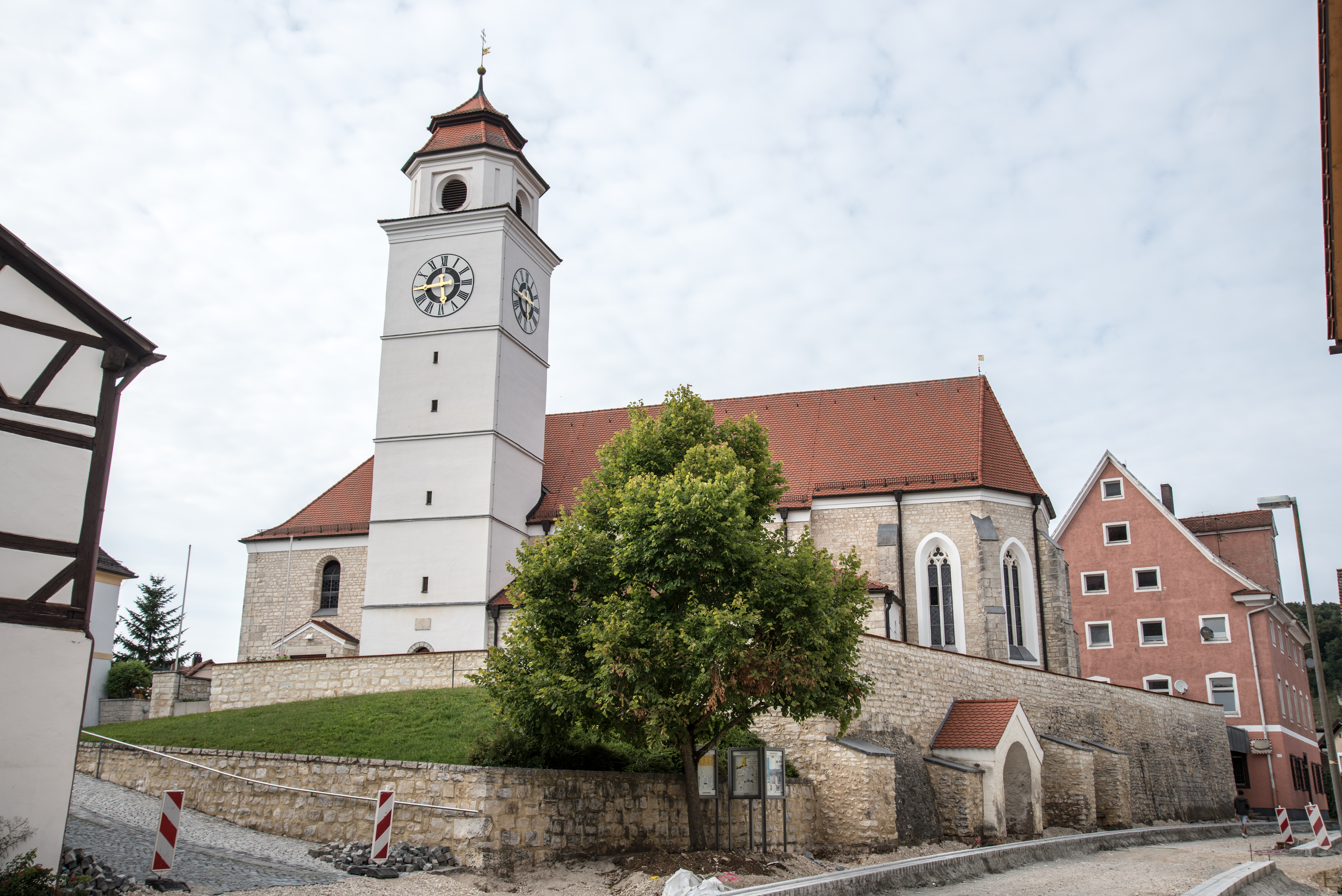
St. Peter und Paul in Dollnstein

Die römisch-katholische Pfarrkirche St. Peter und Paul steht in Dollnstein, einem Markt im oberbayerischen Landkreis Eichstätt. Das Bauwerk liegt erhöht auf einer Felsbank innerhalb des ummauerten Marktorts und ist in der Liste der Baudenkmäler in Dollnstein als Baudenkmal eingetragen. Die Kirche gehört zum Bistum Eichstätt.

## Geschichte und Architektur

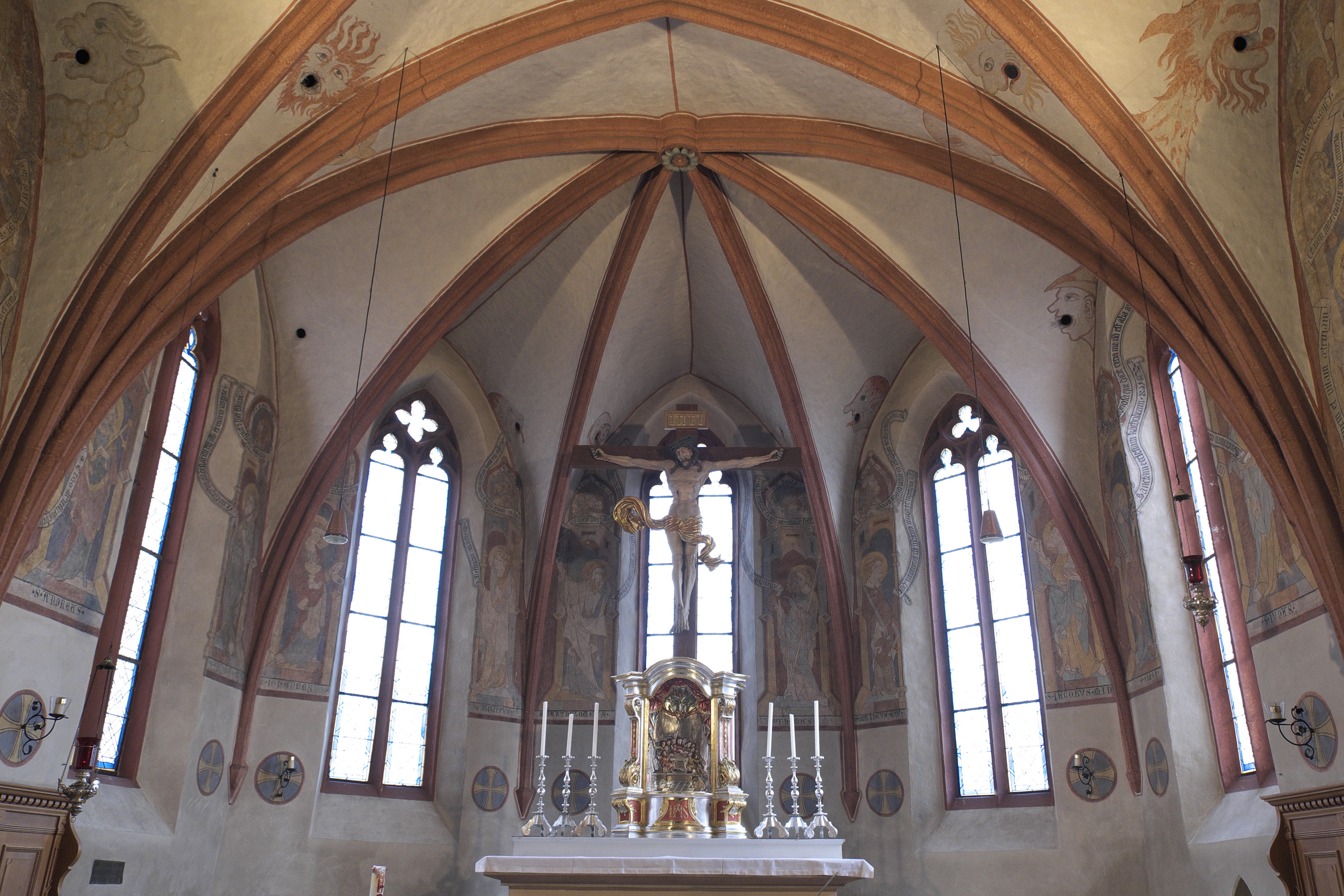
Chorraum

Das Langhaus ist im Kern romanisch (Weihe 1063), der Chor entstand in der Gotik (um 1300), ebenso wohl der aus dem 14. Jahrhundert stammende Turm an der Südwand des Langhauses. Dieser wurde nach einem Brand 1728 nach den Plänen von Gabriel de Gabrieli mit einem Geschoss mit abgeschrägten Ecken, das den Glockenstuhl mit fünf Kirchenglocken beherbergt, aufgestockt und mit einer gestaffelten Haube bedeckt. Gabrieli erbaute auch den schlossartigen Pfarrhof neben der Kirche (1744). Das Langhaus wurde 1842 nach Westen verlängert. Der eingezogene, mit Strebepfeilern gestützte, gotische Chor mit Fünfachtelschluss steht im Osten. 1932/33 wurde die Saalkirche zur Hallenkirche um zwei Seitenschiffe erweitert, den Übergang zum alten Langhaus bilden Arkaden. Der Innenraum des Langhauses ist mit einer Flachdecke überspannt, der des Chors mit einem Kreuzrippengewölbe.

## Ausstattung

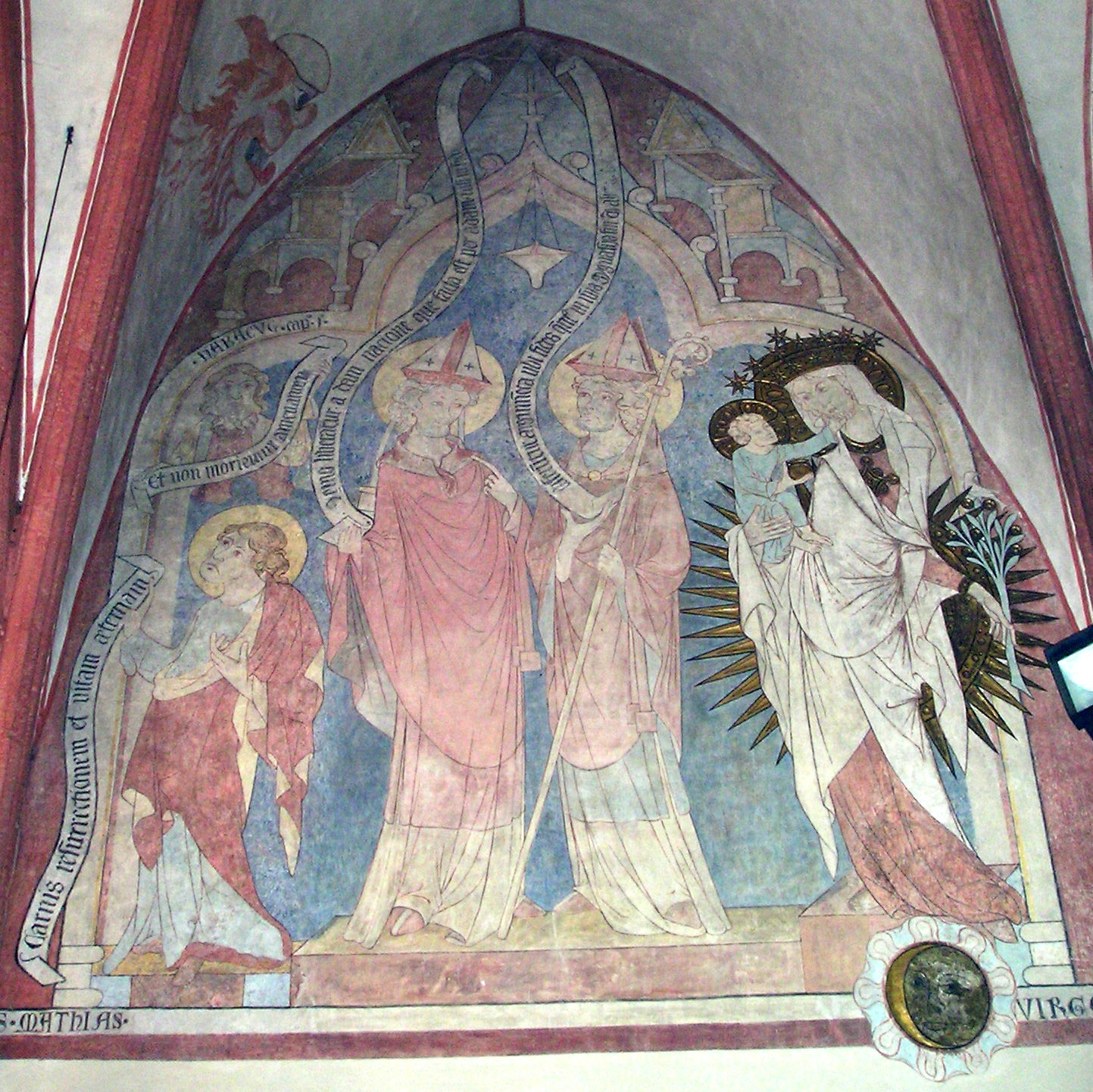
Fresko im Chorraum

Hervorragendstes Kunstwerk der Kirche sind die Fresken im Chor, die um 1320 bis 1330 entstanden und 1877/78 wiederentdeckt und restauriert wurden. Die Fresken beginnen links mit der Darstellung von Christus als Schmerzensmann sowie von zwei Kirchenlehrern, dann folgt ein den Chor rings umlaufender Zyklus der Apostel, die auf Spruchbändern die zwölf Artikel des Glaubensbekenntnisses zeigen. Darüber sind jeweils Halbfiguren von Propheten mit Texten aus der Hl. Schrift angebracht. Den Abschluss der Freskenreihe an der rechten Seite bildet die Darstellung von zwei Kirchenlehrern und der Muttergottes, die von einem goldenen Strahlenkranz umgeben ist (sog. Mandorla-Madonna). Am Chorbogen und an der Südwand hat Josef Bergmann 1951–1952 weitere Fresken angebracht.
Die Darstellung des Abendmahls auf der Predella des südlichen Seitenaltars wird Hans Schäufelin zugeschrieben. Eine Vespergruppe unter der Westempore könnte von Simon Lainberger stammen. Als weitere Mariendarstellungen finden sich eine spätgotische Holzfigur (um 1470–1480) links vor dem Chorbogen und eine ebenfalls spätgotische Pietà (um 1490) vor dem Kriegerdenkmal. Auf dem rechten Seitenaltar ist – ebenfalls eine Kostbarkeit der Kirche – ein Abendmahlbild zu sehen, das um 1520–1530 entstand und wohl dem Nördlinger Maler Hans Schäufelein, einem Mitarbeiter Dürers in seiner Nürnberger Werkstatt, zuzuschreiben ist. Auf Dollnsteins Vergangenheit als Verwaltungsbezirk des Hochstifts Eichstätt weisen zahlreiche Epitaphien fürstbischöflicher Beamter in der Kirche hin; beachtenswert ist insbesondere das Grabdenkmal von Werdensteins († 1735), vermutlich vom Hofbildhauer Matthias Seybold, und das Epitaph der Kastnerin Sausenhofer († 1704), wohl eine Arbeit von Christian Handschuher.
Die Orgel wurde 1998 von Andreas Ott, Bensheim gebaut.